# Chula Vista (condado de Maverick, Texas)
Chula Vista es un lugar designado por el censo ubicado en el condado de Maverick en el estado estadounidense de Texas. En el Censo de 2010 tenía una población de 3.818 habitantes y una densidad poblacional de 442,82 personas por km².

## Geografía
Chula Vista se encuentra ubicado en las coordenadas 28°39′26″N 100°25′29″O / 28.65722, -100.42472. Según la Oficina del Censo de los Estados Unidos, Chula Vista tiene una superficie total de 8.62 km², de la cual 8.56 km² corresponden a tierra firme y (0.69%) 0.06 km² es agua.

## Demografía
Según el censo de 2010, había 3.818 personas residiendo en Chula Vista. La densidad de población era de 442,82 hab./km². De los 3.818 habitantes, Chula Vista estaba compuesto por el 97.35% blancos, el 0.47% eran afroamericanos, el 0.45% eran amerindios, el 0.03% eran asiáticos, el 0% eran isleños del Pacífico, el 1.44% eran de otras razas y el 0.26% pertenecían a dos o más razas. Del total de la población el 97.51% eran hispanos o latinos de cualquier raza.